# Groléjac
Groléjac település Franciaországban, Dordogne megyében. Lakosainak száma 675 fő (2022. január 1.). Groléjac Carsac-Aillac, Domme, Nabirat, Saint-Cirq-Madelon, Milhac és Veyrignac községekkel határos.

## Népesség
A település népességének változása:
| Lakosok száma | 484  | 541  | 545  | 607  | 630  | 644  | 654  | 652  | 654  | 675  |
|               | 1968 | 1982 | 1990 | 2006 | 2013 | 2015 | 2017 | 2019 | 2020 | 2022 |